# Brian Naylor
Pour les articles homonymes, voir Naylor.
Brian Naylor, né le 24 mars 1923 à Salford et mort le 8 août 1989 à Marbella, est un homme d'affaires et pilote automobile amateur anglais. 

## Biographie
Brian Naylor débute dans le sport automobile en disputant des épreuves nationales au volant d'une Cooper à moteur Norton. 
En 1955, il court sur Lotus et sur Porsche. L'année suivante, mécontent de la Maserati 150S qu'il a acquise, trop lourde pour les sinueux circuits britanniques, il en récupère le moteur pour le monter sur un châssis de Lotus Eleven, ce qui lui permet d'obtenir neuf victoires dans des épreuves sportives régionales et de remporter 27 victoires en circuit au cours de la saison 1956.
En 1957 et 1958, il acquiert une Cooper pour disputer les épreuves de Formule 2, s'alignant également au Grand Prix d'Allemagne au côté des Formule 1. 
En 1959, il passe à la catégorie reine, finançant la construction de la JBW, d'une conception très proche de la Cooper, équipée d'un moteur quatre cylindres Maserati, avec laquelle il dispute quatre Grands Prix de championnat du monde en 1959 et 1960. 
La saison suivante, il fait construire un nouveau châssis JBW, sur lequel il monte un moteur de Maserati 150S pour s'aligner dans les épreuves de la nouvelle Formule 1 1 500 cm3. La voiture n'est pas compétitive et Naylor met un terme à sa carrière sportive après avoir disputé le Grand Prix d'Italie.

## Résultats en championnat du monde de Formule 1
| Saison | Écurie    | Châssis                 | Moteur                                         | Pneus  | Grands Prix disputés | Points inscrits | Classement |
| ------ | --------- | ----------------------- | ---------------------------------------------- | ------ | -------------------- | --------------- | ---------- |
| 1959   | JB Naylor | JBW Typ1 59             | Maserati 4 en ligne                            | Dunlop | 1                    | 0               | n.c.       |
| 1960   | JB Naylor | JBW Typ1 59             | Maserati 4 en ligne                            | Dunlop | 3                    | 0               | n.c.       |
| 1961   | JBW Cars  | JBW Typ1 59 JBW Typ2 61 | Maserati 4 en ligne Coventry Climax 4 en ligne | Dunlop | 1                    | 0               | n.c.       |